# Sachko Vezenkov
Sachko Vezenkov (en bulgare : Сашо Везенков), né le 1er avril 1963, à Bobochevo, en Bulgarie, est un ancien joueur, entraîneur et dirigeant bulgare de basket-ball. Il évolue durant sa carrière au poste d'ailier fort. Il est le père d'Aleksandar Vezenkov.